# ふれあいの道 (西尾市)
ふれあいの道（ふれあいのみち）とは、愛知県西尾市小島町を通る約1.4キロメートルの遊歩道である。

## 概要
新矢作川農業用水の開水路を暗渠化し、その上部を利用した遊歩道である。1997年から2000年にかけて用水路の暗渠化工事（FRPM管を埋設）が実施され、同時に遊歩道としての整備が進められた。2001年3月25日に「ふれあいの道を育てる会」の設立総会が開かれる。
小島町･米野町･三江島町･江原町などの地域住民のボランティア活動による樹木の植樹、草刈り、消毒などの管理の下に、ふれあいの道は人々のふれあいの場として整備されている。
この付近はかつて西尾鉄道が戦前に不要不急路線として休止され、そのまま戦後に廃止となった場所で、三江島駅（現在の西尾市立三和小学校あたり）から安藤川を鉄橋で跨いで八ツ面駅方面へ延びていた。ふれあいの道の駐車場広場あたりでちょうどクロスしている。

## 植樹
季節ごとにさまざまな植物を観賞することができる。
- 桜
  - 河津（71本）
  - 彼岸紅（10本）
  - 吉野（49本）
  - しだれ（6本）
- 梅
  - 鹿児島紅梅（93本）
- ツツジ
  - ヒラド（649本）
  - サツキ（214本）
  - キリシマ（200本）
- さざんか（850本）
- レンギョ（160本）
- ユキヤナギ（210本）
- バラ（54本）
- アベリア（260本）
- その他（174本）

## 施設
- 壁画（2ヶ所）
- ベンチ各種（30ヶ所）
- 花壇（8ヶ所）
- 絵タイル（80ヶ所）
- 看板（12ヶ所）

## 沿線・周辺
- 安藤川
- 旧西尾鉄道：現在は跡形もない